# Winston-Salem Open 2017
Il Winston–Salem Open 2017, in precedenza conosciuto come Pilot Pen Tennis, è stato un torneo di tennis giocato sul cemento. È stata la 37ª edizione del Pilot Pen Tennis, che fa parte della categoria ATP Tour 250 nell'ambito dell'ATP World Tour 2017. Il torneo si è giocato al Wake Forest University di Winston-Salem, nella Carolina del Nord, dal 20 al 26 agosto 2017. È stato l'ultimo torneo prima degli US Open 2017.

## Partecipanti

### Teste di serie
| Nazionalità   | Giocatore             | Ranking* | Testa di serie |
| ------------- | --------------------- | -------- | -------------- |
| Spagna        | Roberto Bautista Agut | 14       | 1              |
| Spagna        | Pablo Carreño Busta   | 17       | 2              |
| Stati Uniti   | John Isner            | 19       | 3              |
| Sudafrica     | Kevin Anderson        | 27       | 4              |
| Uruguay       | Pablo Cuevas          | 28       | 5              |
| Stati Uniti   | Steve Johnson         | 36       | 6              |
| Italia        | Paolo Lorenzi         | 37       | 7              |
| Spagna        | Fernando Verdasco     | 40       | 8              |
| Francia       | Gilles Simon          | 42       | 9              |
| Giappone      | Yūichi Sugita         | 46       | 10             |
| Serbia        | Viktor Troicki        | 47       | 11             |
| Regno Unito   | Aljaž Bedene          | 48       | 12             |
| Corea del Sud | Chung Hyeon           | 49       | 13             |
| Croazia       | Borna Ćorić           | 50       | 14             |
| Russia        | Daniil Medvedev       | 51       | 15             |
| Rep. Ceca     | Jiří Veselý           | 52       | 16             |
| Portogallo    | João Sousa            | 54       | 17             |

* Ranking al 14 agosto 2017.

### Altri partecipanti
I seguenti giocatori hanno ricevuto una wild card per il tabellone principale:
- Petros Chrysochos
- Borna Ćorić
- Taylor Fritz
- Ernests Gulbis

Il seguente giocatore è entrato in tabellone con il ranking protetto:
- Ričardas Berankis

I seguenti giocatori sono passati dalle qualificazioni:

- Alex Bolt
- Rogério Dutra da Silva
- Kyle Edmund
- Márton Fucsovics

I seguenti giocatori sono entrati in tabellone come lucky loser:
- Jonathan Eysseric
- Dominik Köpfer

## Campioni

### Singolare
Roberto Bautista Agut ha sconfitto in finale  Damir Džumhur con il punteggio di 6–4, 6–4.
- È il sesto titolo in carriera per Bautista Agut, secondo della stagione.

### Doppio
Jean-Julien Rojer /  Horia Tecău hanno sconfitto in finale  Julio Peralta /  Horacio Zeballos con il punteggio di 6–3, 6–4.